# Берлинские анналы
Берлинские анналы — записанные ок. 1434 г. на латинском языке исторические заметки некого жителя города Берлин. Сохранились в рукописи ок. 1500 г. Охватывают период с 518 по 1435 гг. Содержат сведения главным образом по истории Священной Римской империи в XIV-XV вв.

## Издания
- Der Berliner Annalist von 1434 // Nachrichten von der Gesellschaft der Wissenschaften zu Goettingen. Philologisch-Historische Klasse. 1895.

## Переводы на русский язык
- Берлинские анналы Архивная копия от 10 мая 2012 на Wayback Machine - в переводе И. М. Дьяконова и Андрея Пауля на сайте Восточной литературы.